# Podświle (stacja kolejowa)
Podświle (biał. Падсвілле, ros. Подсвилье) – stacja kolejowa w miejscowości Podświle, w rejonie głębockim, w obwodzie witebskim, na Białorusi. Położona jest na linii Połock - Mołodeczno.
Stacja powstała przed I wojną światową.